# Massimo Vannucci
Massimo Vannucci (Macerata Feltria, 23 maggio 1957 – Urbino, 5 ottobre 2012) è stato un politico e imprenditore italiano.

## Biografia
Nato nel 1957 a Macerata Feltria, si laureò in giurisprudenza all'Università di Urbino e iniziò la sua carriera politica nel 1980 come consigliere comunale di Macerata Feltria per il Partito Comunista Italiano, diventandone poi assessore e, infine, sindaco dal 1995 al 2004. Dal 2001 al 2008 fu segretario regionale dei DS nelle Marche.
Fino al 2004 svolse anche attività imprenditoriale come direttore tecnico e amministratore della società di costruzioni Pascucci e Vannucci con commesse in Medio Oriente ed Africa insieme ad Ansaldo ed Eni. Fu inoltre vicepresidente della Fondazione Italia USA.
Alle elezioni del 2006 fu eletto deputato per i DS, venendo riconfermato due anni dopo nelle liste del Partito Democratico; alla Camera dei deputati, divenne membro della Commissione bilancio.
Morì il 5 ottobre 2012 alle ore 11:30 all'ospedale di Urbino per un tumore ai reni, all'età di 55 anni
; al suo posto a Montecitorio subentrò Francesco Verducci.
Alla sua memoria è stata dedicata l'associazione Massimo Vannucci, presieduta dalla deputata Alessia Morani.

## Riconoscimenti
Nella sua città natale, è stata a lui intitolata la piazza antistante il Teatro "Angelo Battelli", il 25 maggio 2013.